# Оймапынар
Плоти́на Оймапынар (тур. Oymapınar Barajı ve Hidroelektrik Santrali) — крупное высокогорное гидросооружение в Турции.
Находится в восточной части региона Анталья на реке Манавгат. На момент открытия в 1983 году Оймапынар была 3-й по величине дамбой в Турции; на сегодняшний день она занимает 5-е место. ГЭС Оймапынар имеет четыре турбины мощностью 135 МВт каждая. Общая мощность ГЭС составляет 540 МВт. Почти половину производимой электроэнергии (45 %) потребляет алюминиевый комбинат в Сейдишехире.

## Сооружение
Несмотря на то, что спроектирована дамба была в СССР, строительство велось немецкой компанией Bilfinger Berger Архивная копия от 25 июля 2010 на Wayback Machine. Оно было начато в 1977 году и завершилось в 1984 году.

## Технические данные[1]
- Назначение — производство электроэнергии
- Тип дамбы — бетонная арка объёмом 676 000 м³
- Объём водохранилища — 300 000 000 м³
- Площадь водохранилища — 470—500 га
- Длина гребня дамбы — 454 м
- Водослив — 2,800 м³/с
- Донный выпуск воды — 350 м³/с
- Мощность — 540 МВт
- Среднегодовая выработка — 1620 000 МВтч/год

## Галерея

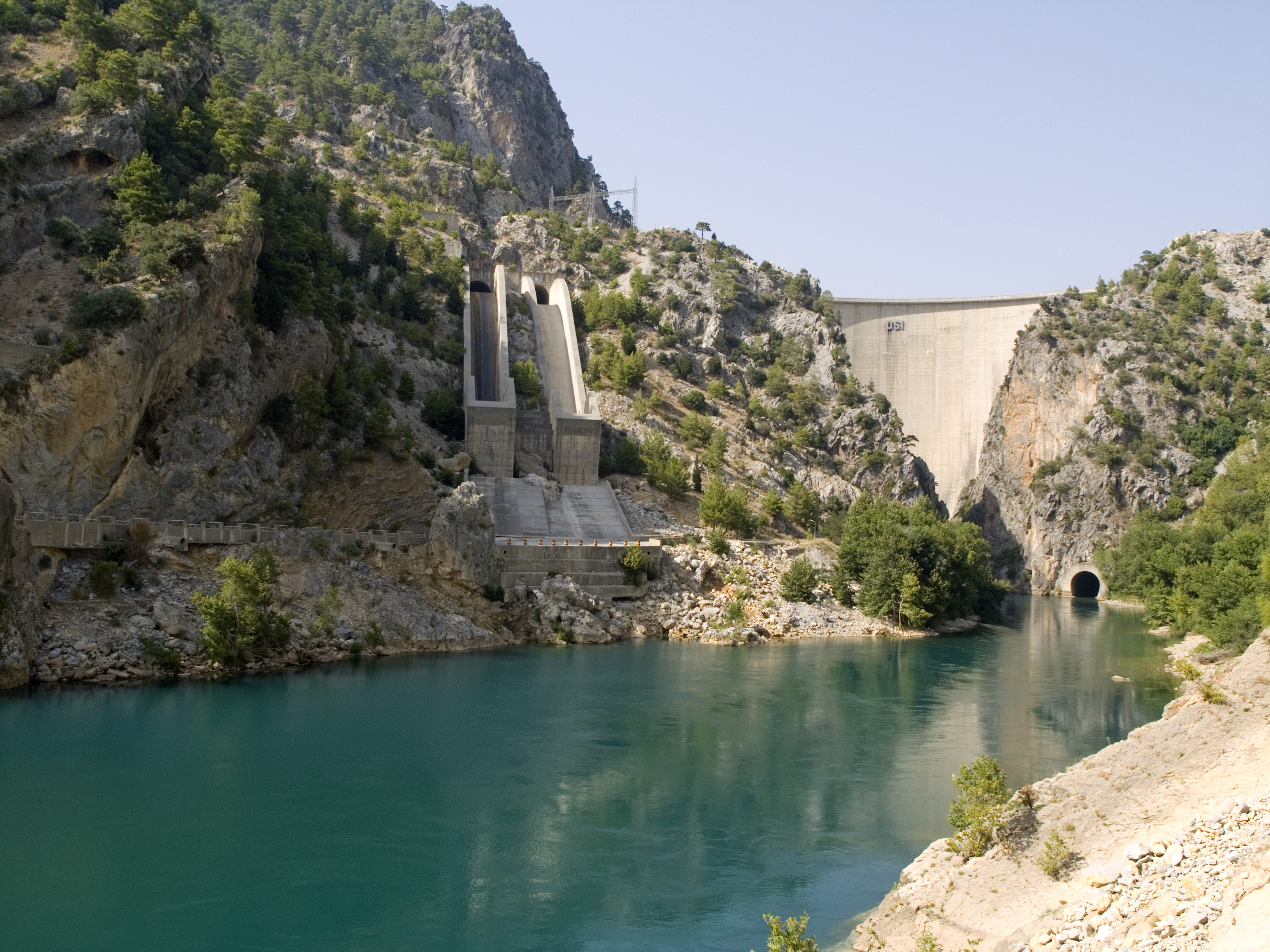
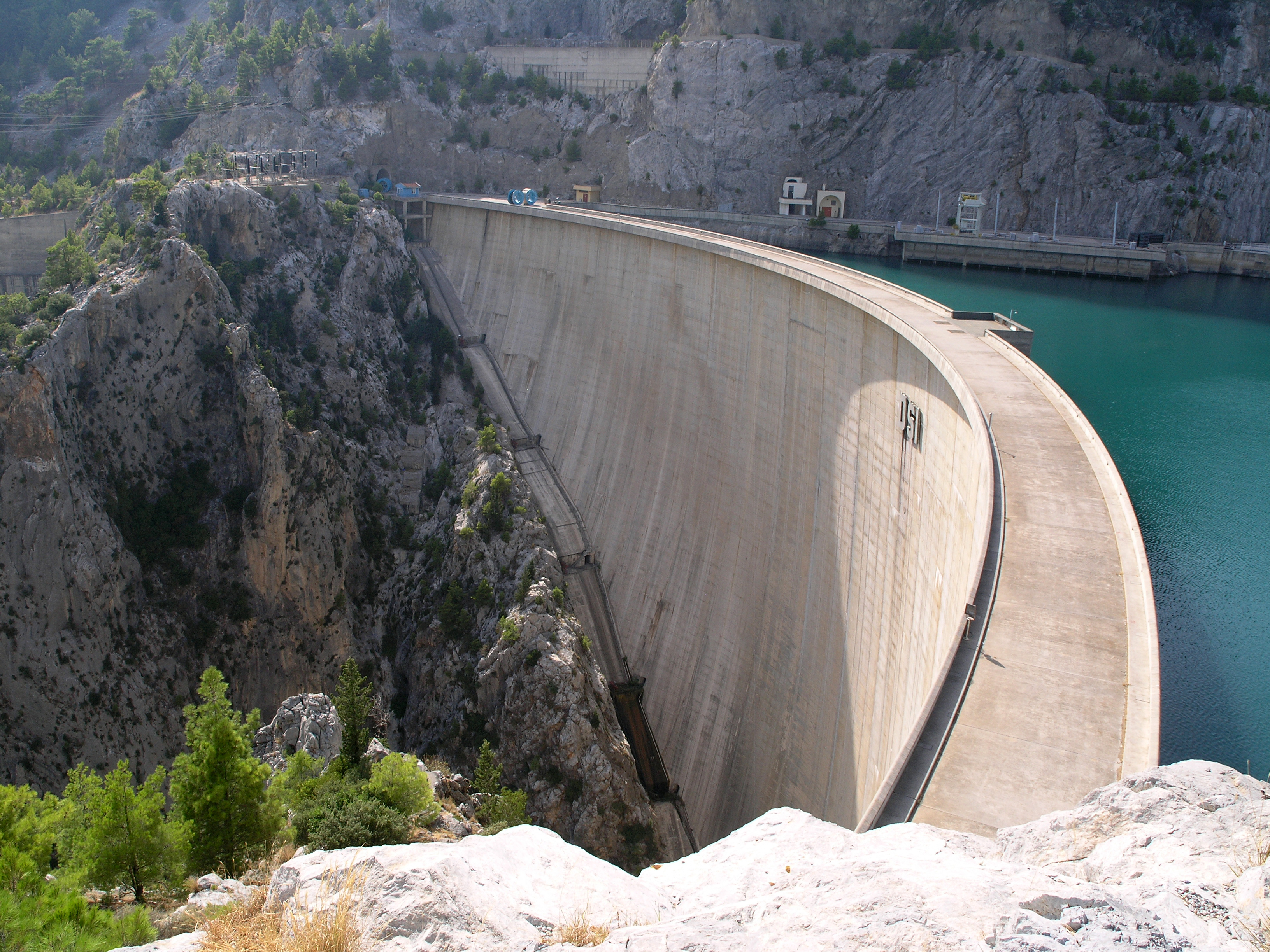
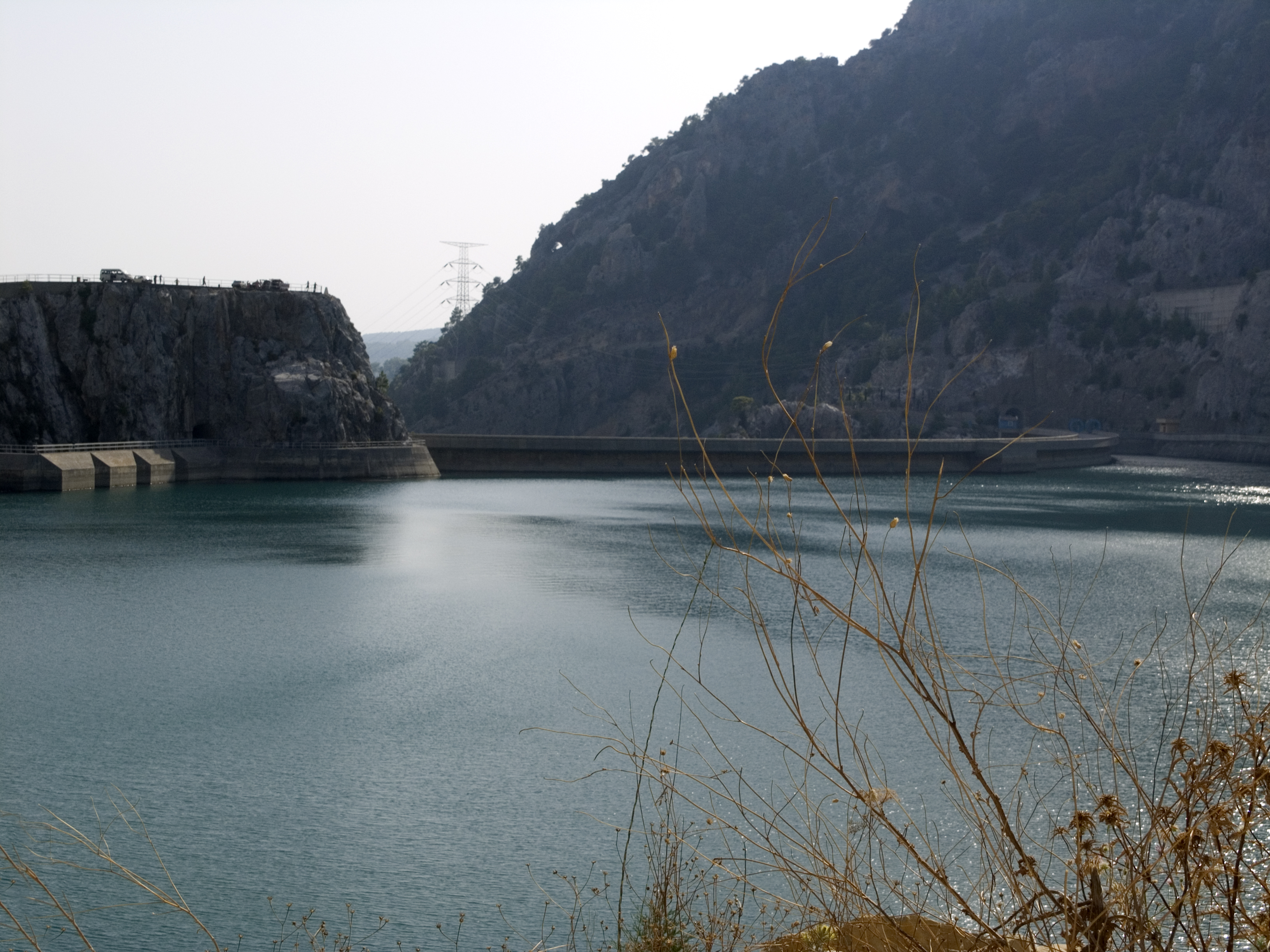
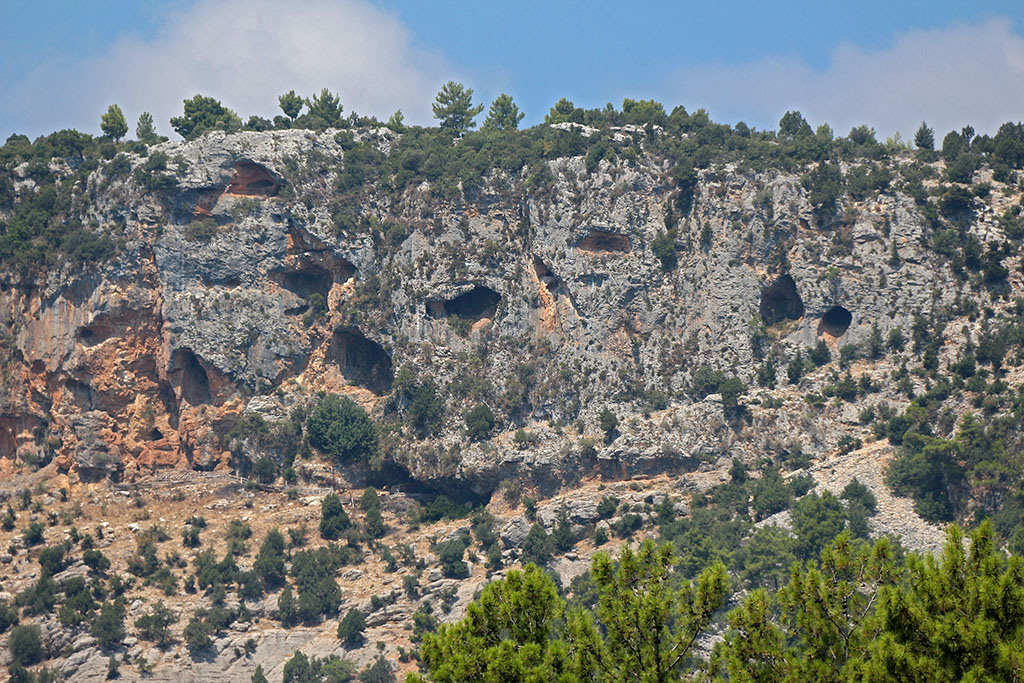
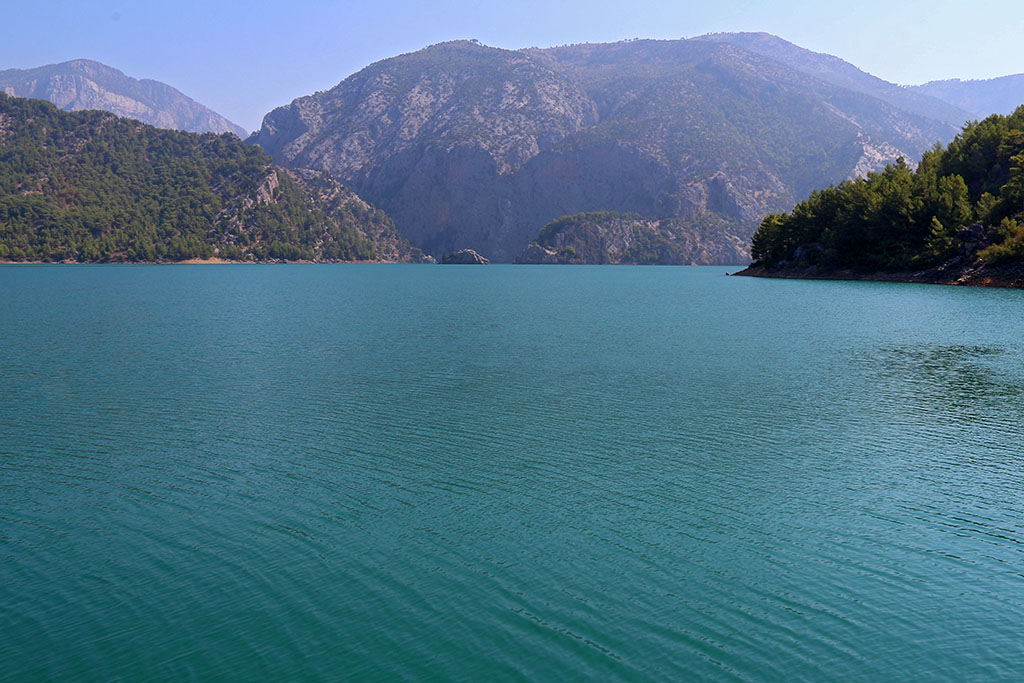
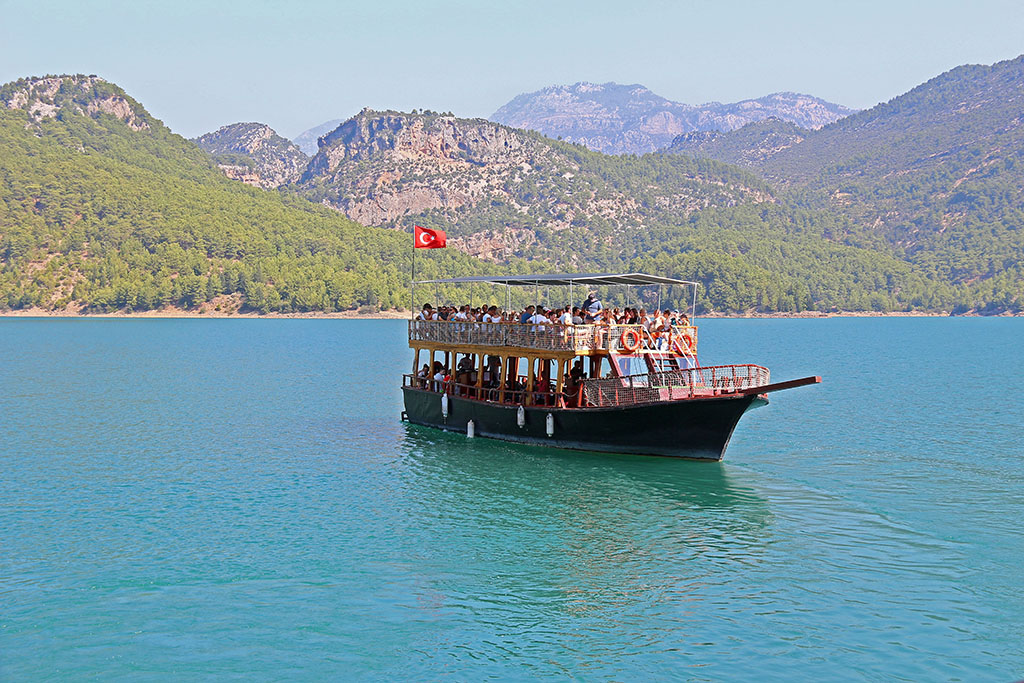
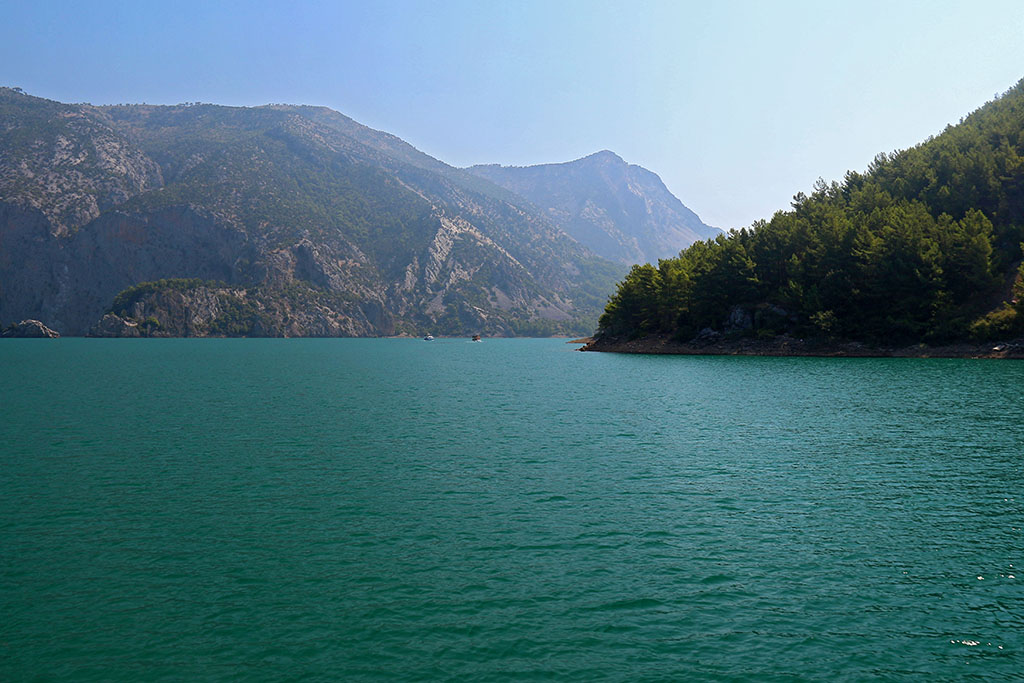
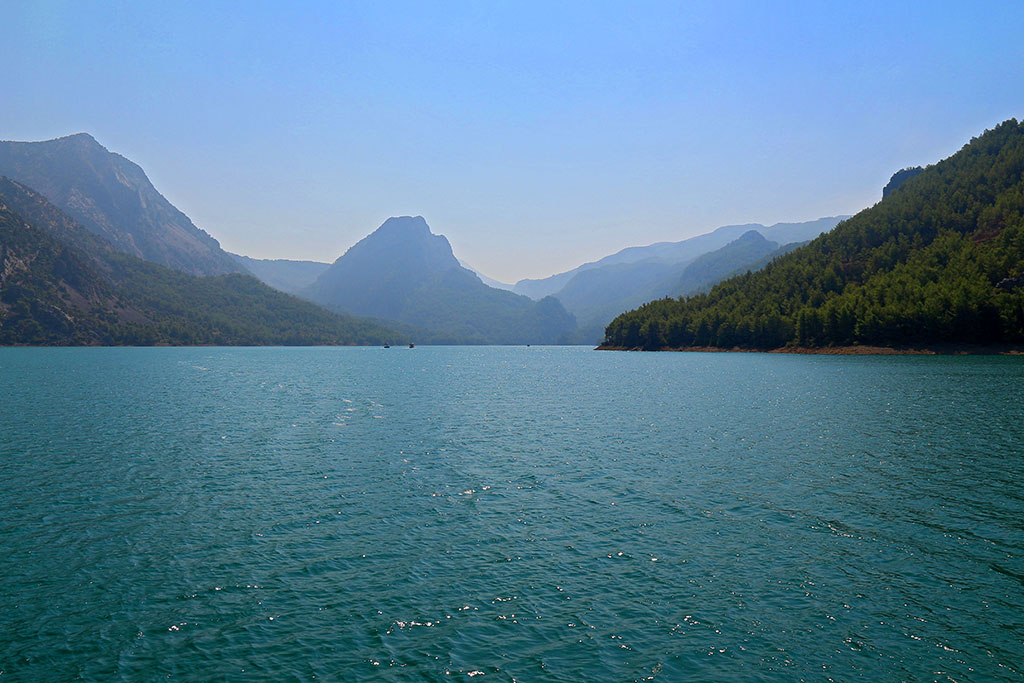
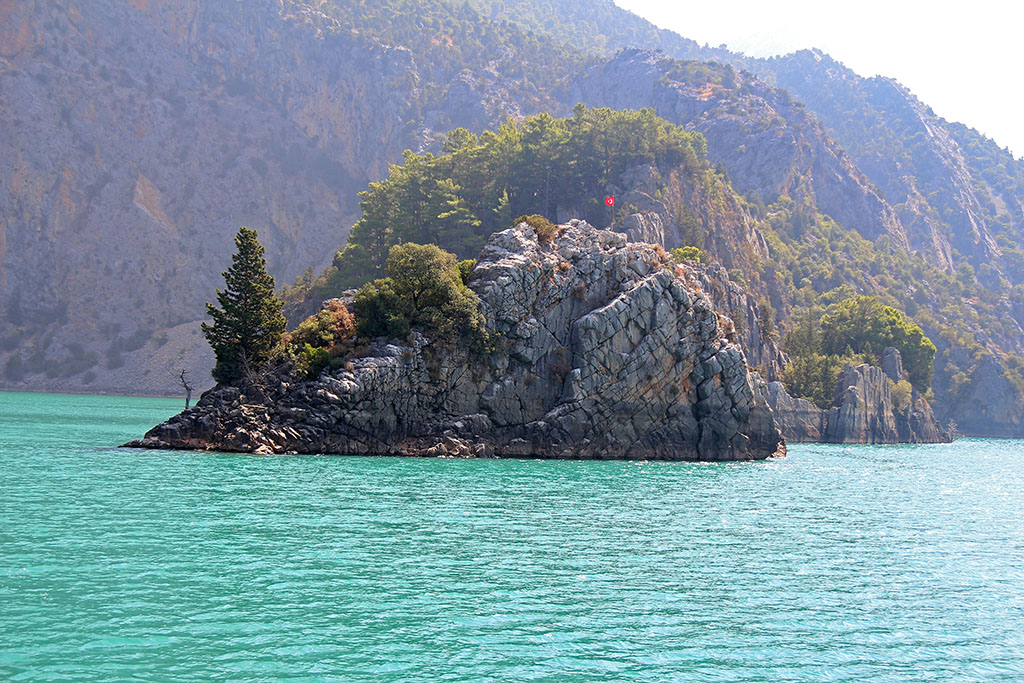
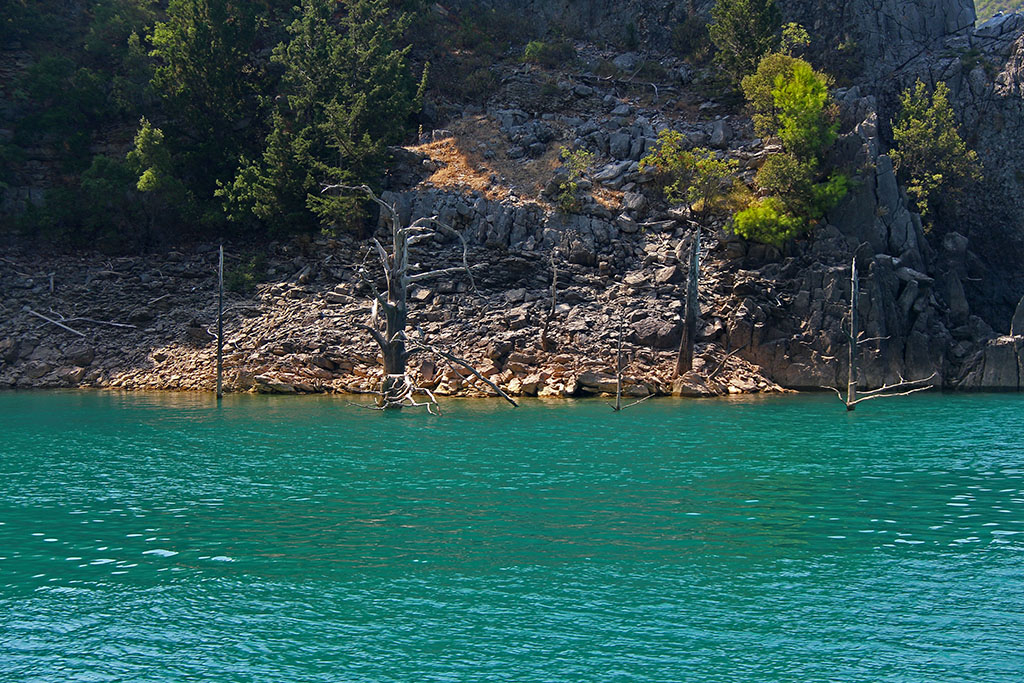
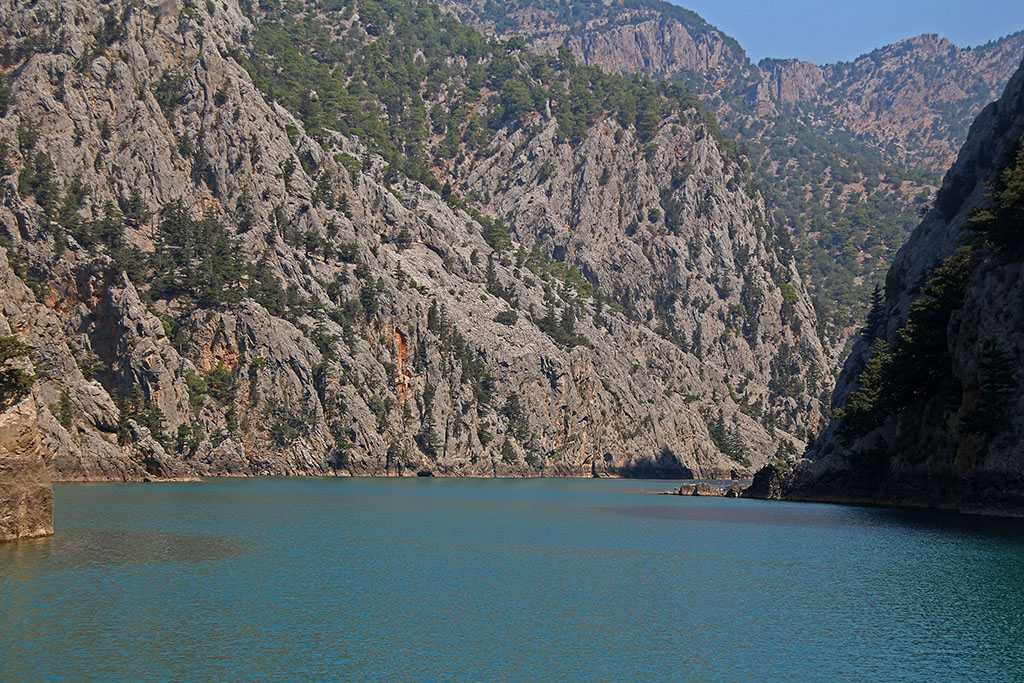
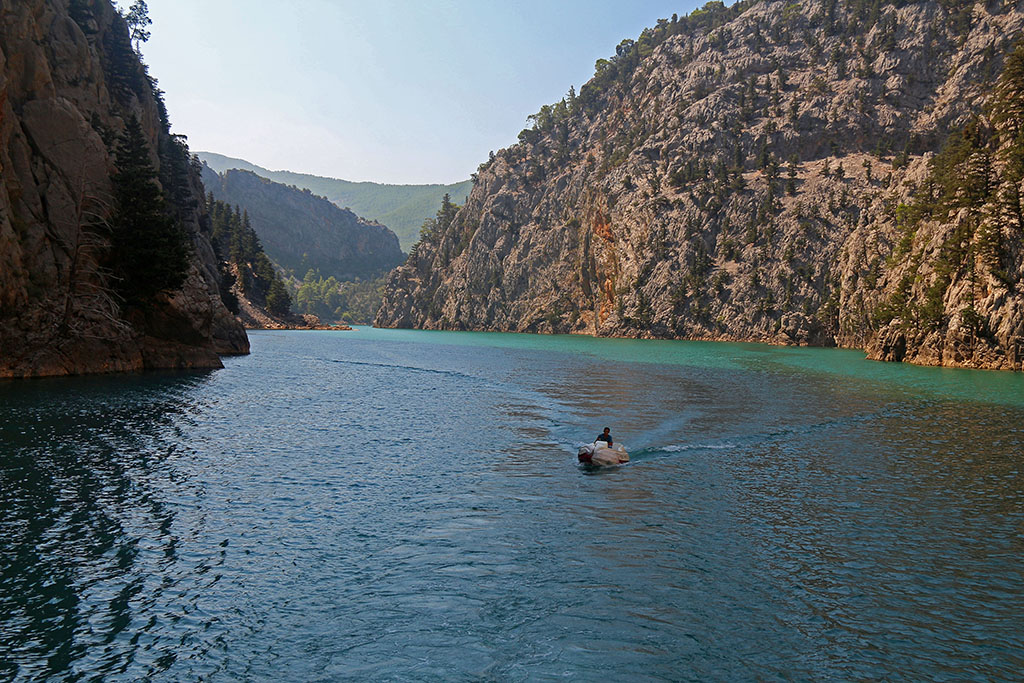
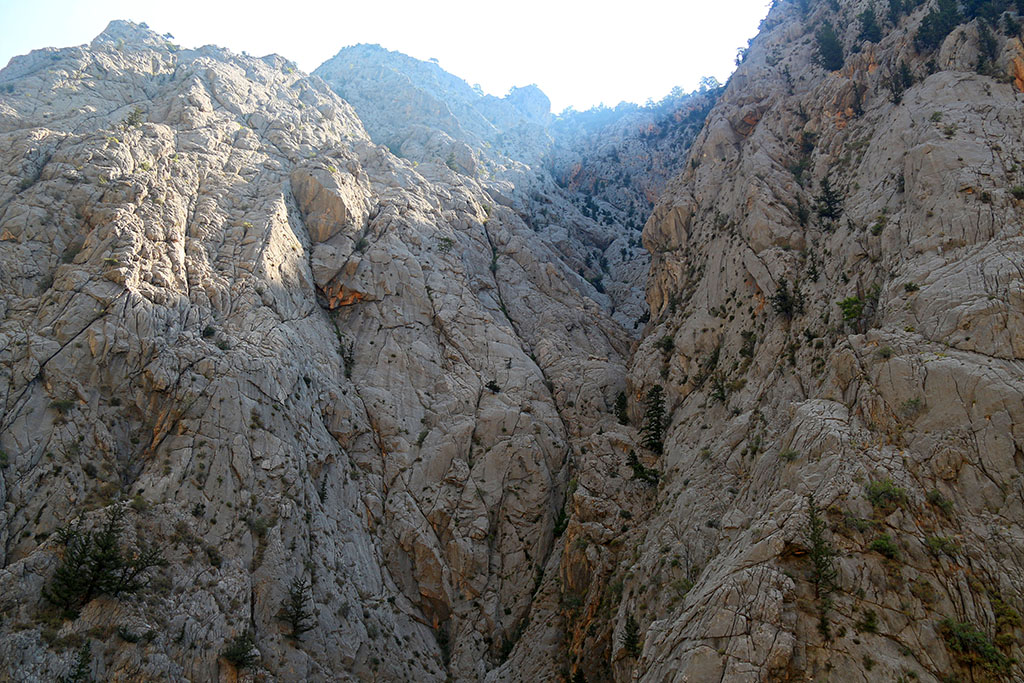
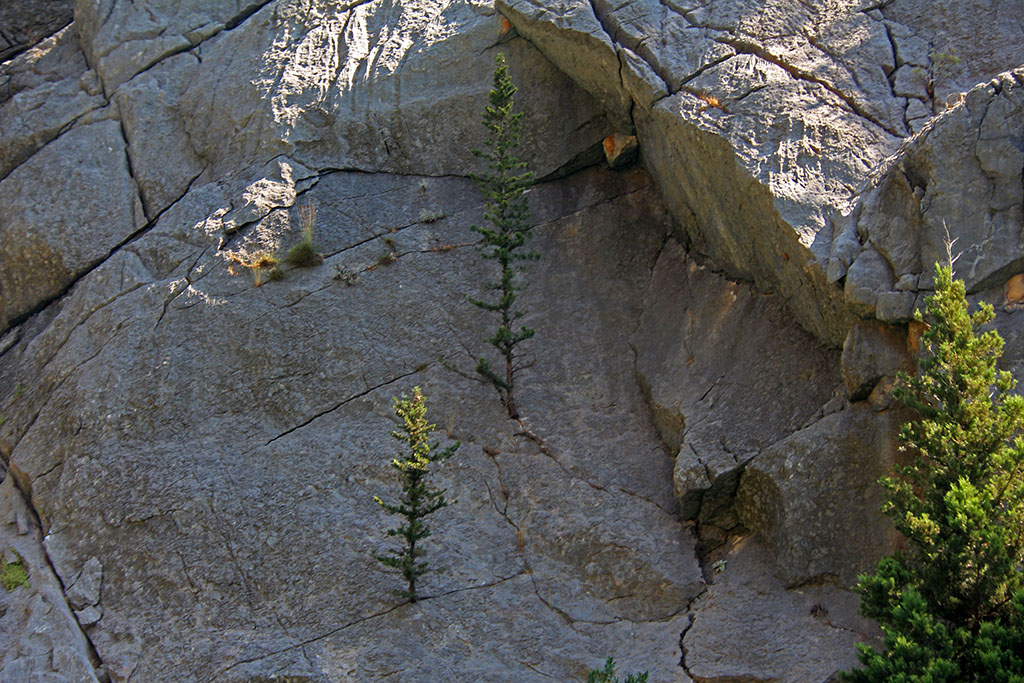
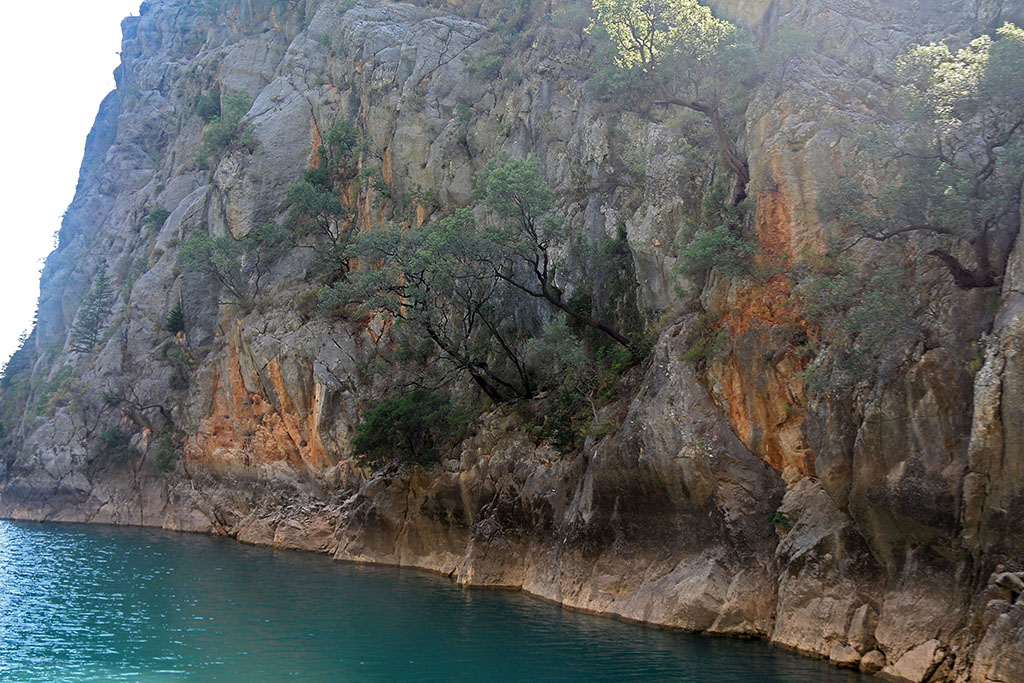
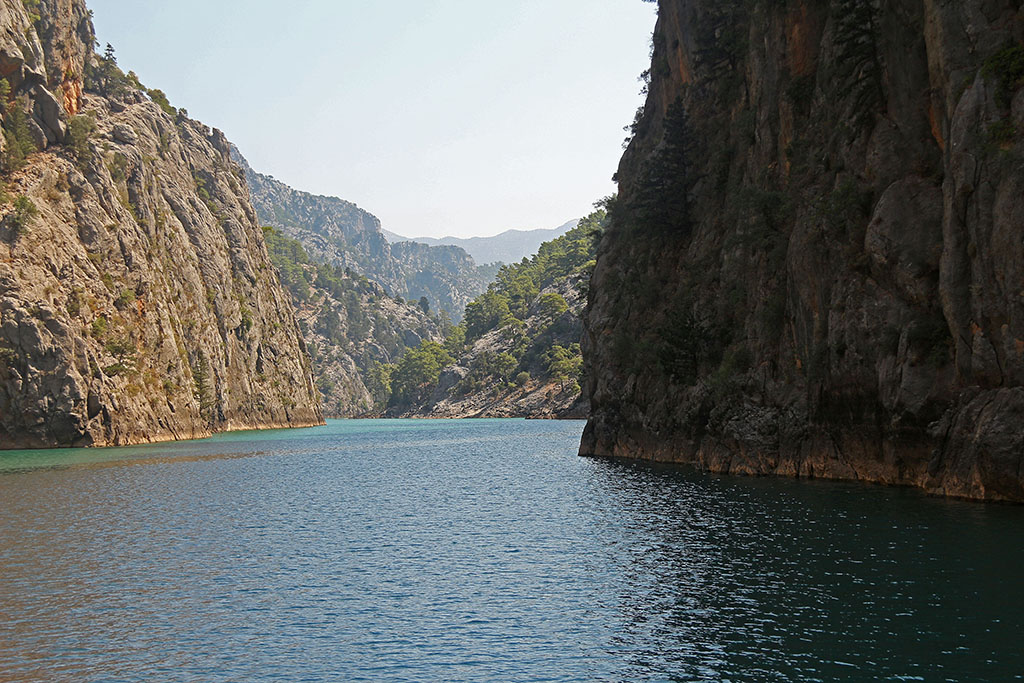
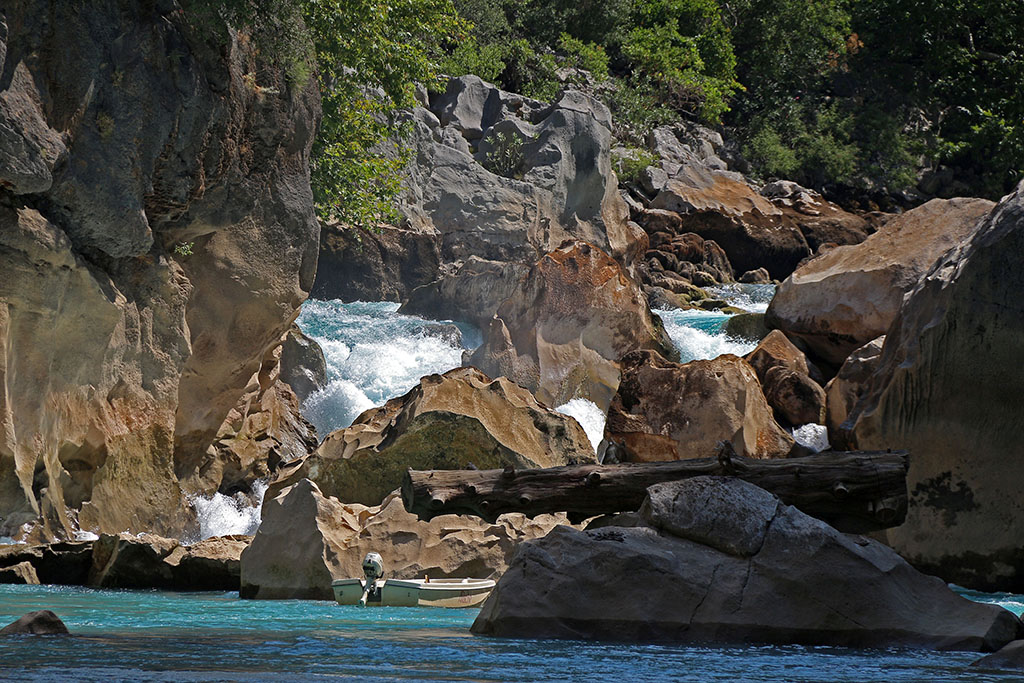
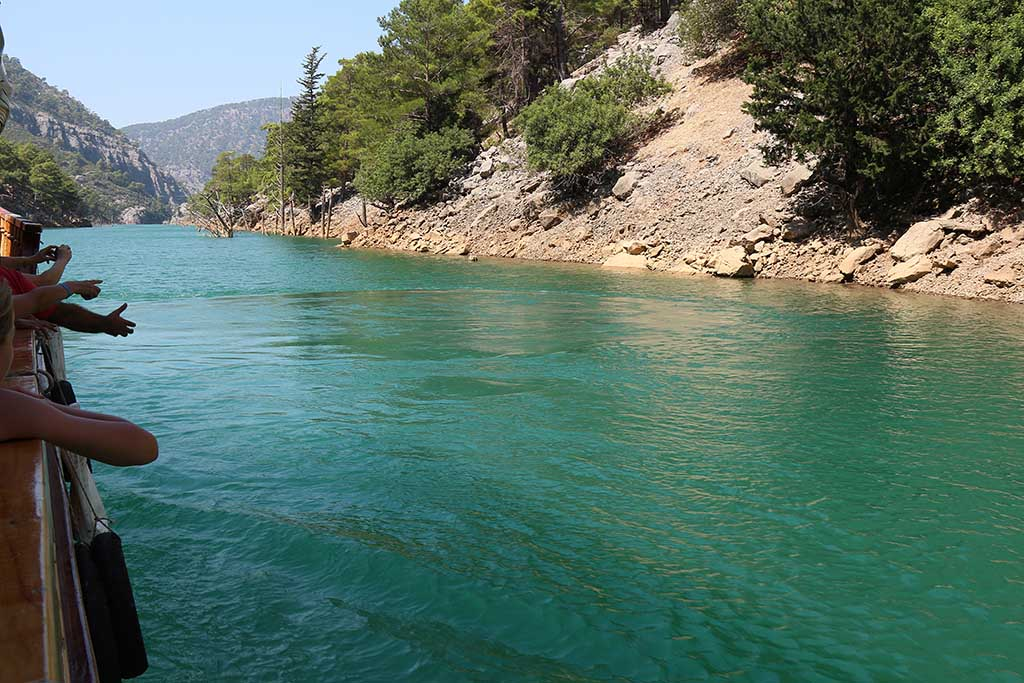
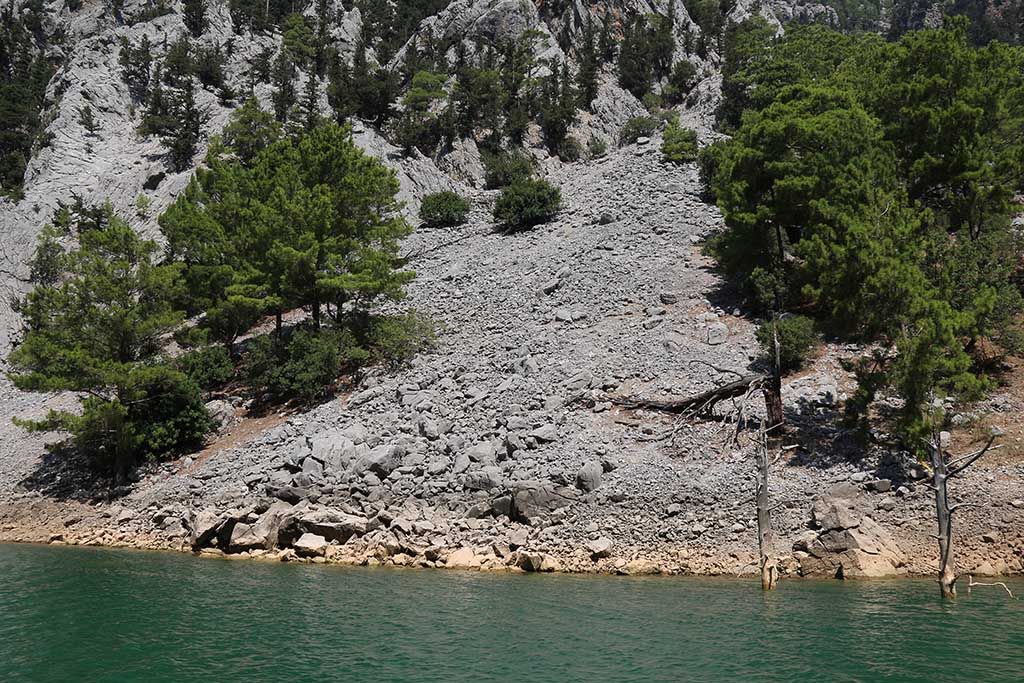
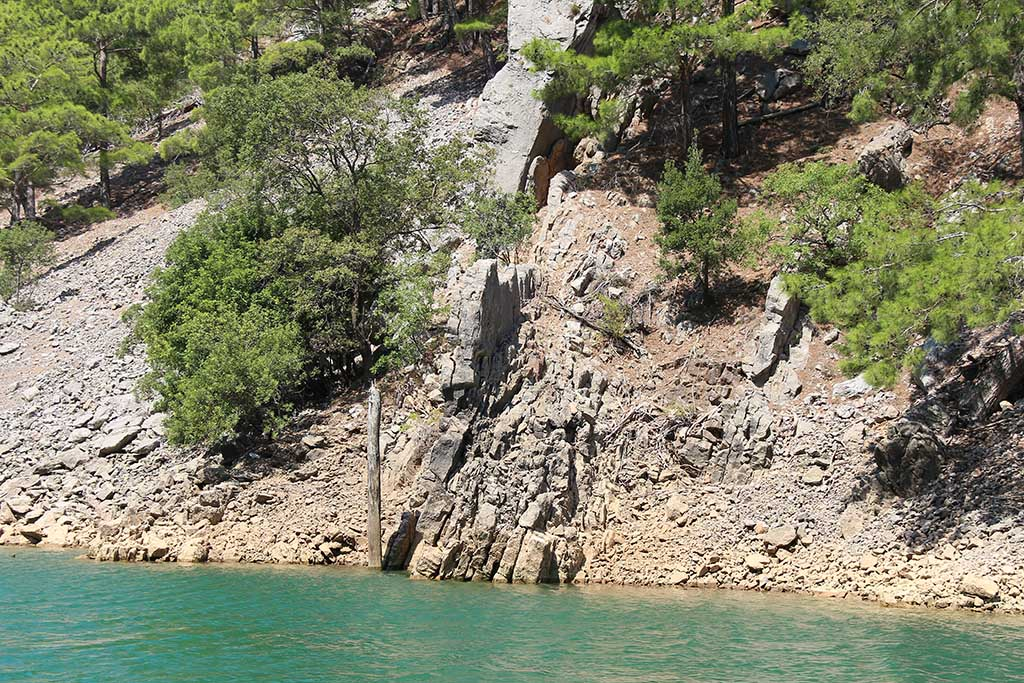
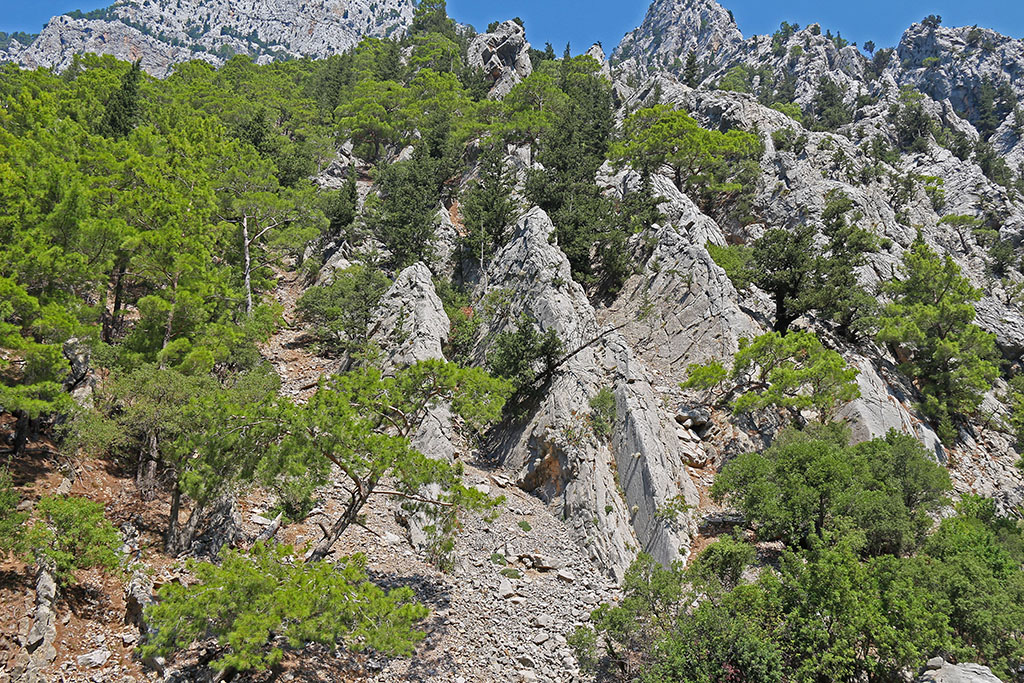
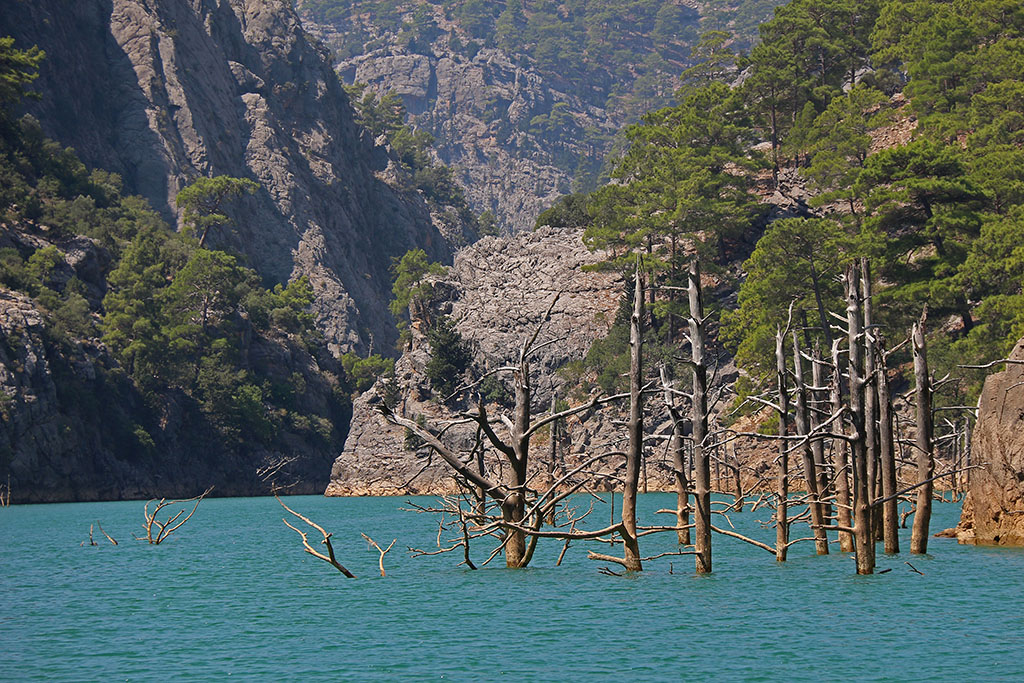
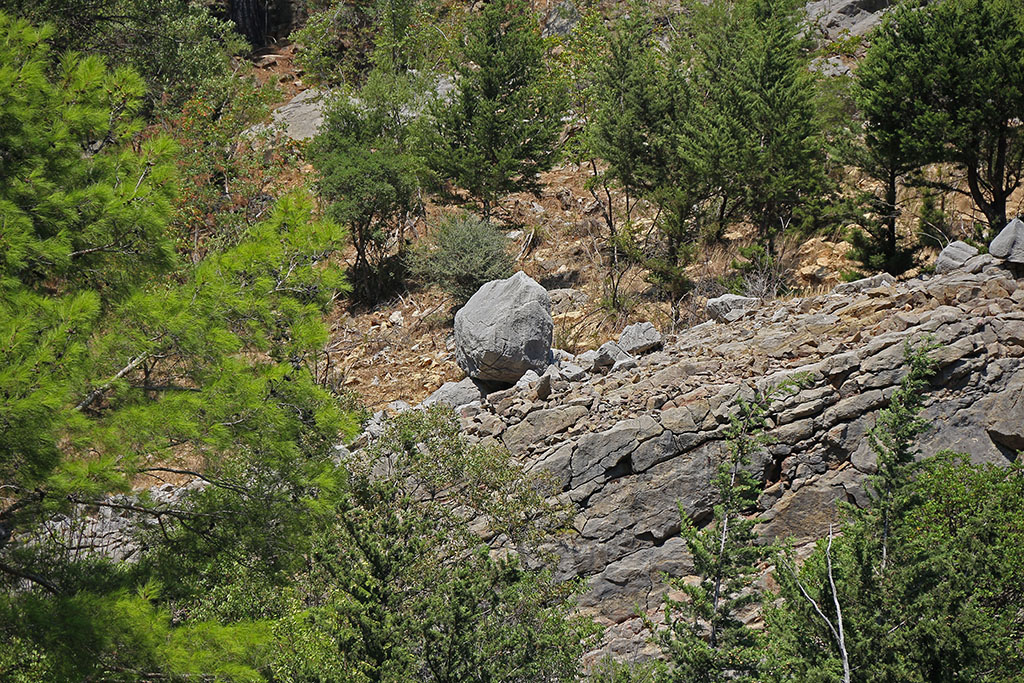
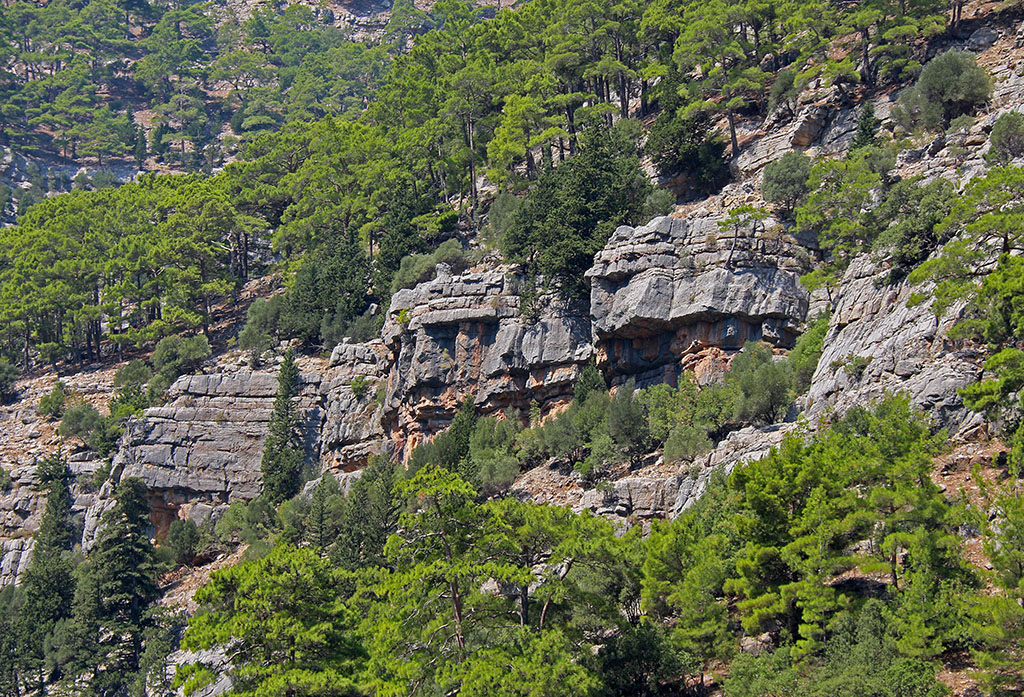
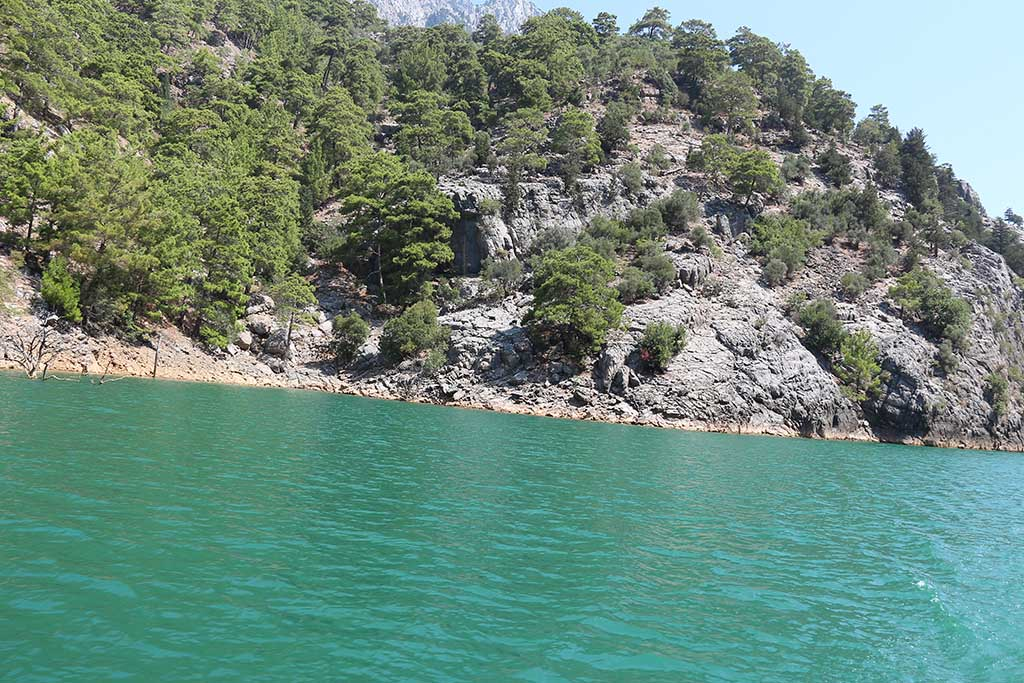
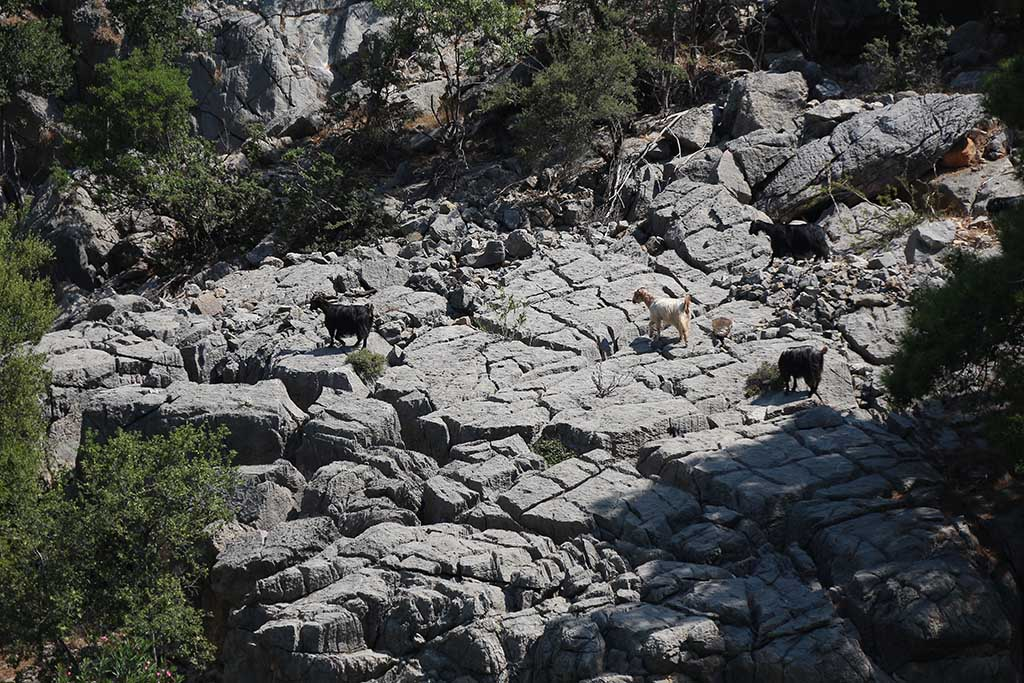
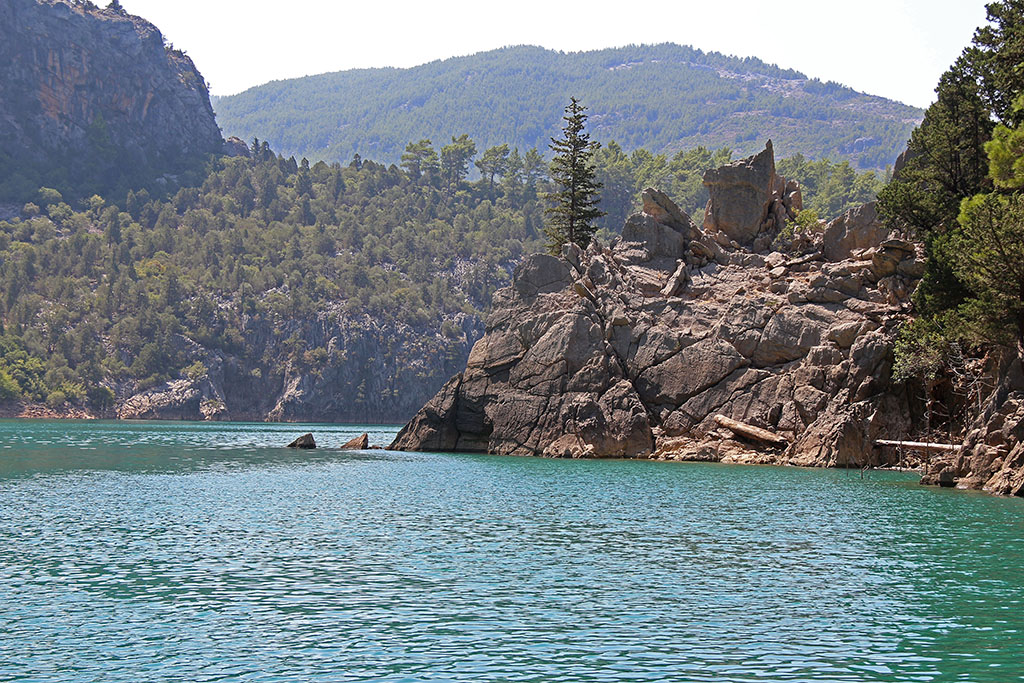